# Alari járás

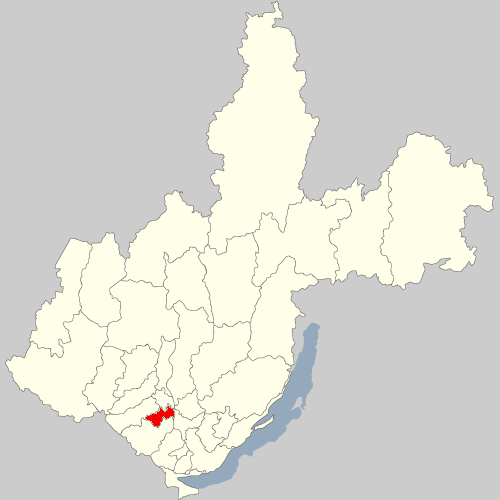
Az Alari járás az Irkutszki területen

Az Alari járás (oroszul Ала́рский райо́н, burjátul Алайрай аймаг) Oroszország egyik járása az Irkutszki területen. Székhelye Kutulik.

## Népesség
- 1989-ben 27 993 lakosa volt.
- 2002-ben 26 742 lakosa volt.
- 2010-ben 21 479 lakosa volt, melyből 14 791 orosz, 5351 burját, 509 tatár, 192 ukrán, 121 örmény stb.